# Ctenopteris zenkeri
Ctenopteris zenkeri là một loài thực vật có mạch trong họ Polypodiaceae. Loài này được Tardieu miêu tả khoa học đầu tiên.